# Джонс, Кенни
Кеннет Томас «Кенни» Джонс (англ. Kenneth Thomas "Kenney" Jones; род. 16 сентября 1948, Уайтчепел, Ист-Лондон) — британский барабанщик, наиболее известный своим участием в группах Small Faces, The Faces и The Who, где он заменил скончавшегося в 1978 году Кита Муна. В 2012 году, Джонс был введён в Зал славы рок-н-ролла в качестве участника групп Small Faces и Faces.

## Биография

### Small Faces и The Faces
Наряду с Ронни Лейном, Джонс был одним из основателей группы Small Faces. В период своей активности с 1965 по 1969 годы Small Faces стали главным лицом мод-движения 1960-х и прославились такими хитами как «All or Nothing», «Sha-La-La-La-Lee», «Itchycoo Park» и «Tin Soldier». За последние 35 лет группа оказала влияние на творчество Пола Уэллера и Ноэла Галлахера.
В 2007 Вестминстерским городским советом на улице Карнаби-стрит, где располагался офис Дона Ардена, в честь Small Faces была установлена мемориальная табличка. Церемонию открытия проводил сам Джонс. В интервью Би-би-си Джонс говорил: «Почтить память Small Faces спустя столько лет — это огромное достижение. Я бы хотел, чтобы Стив Мэрриотт, Ронни Лейн и Дон Арден могли насладиться моментом вместе со мной». После смерти в декабре 2014 года Иэна Маклэгана Джонс стал единственным оставшимся в живых участником Small Faces.
В 2004 году газета The Observer назвала альбом Small Faces 1968 года Ogdens' Nut Gone Flake «одним из лучших британских альбомов всех времён».
После ухода в 1969 году гитариста/вокалиста Стива Марриотта группа на замену ему наняла вокалиста Рода Стюарта и гитариста Рона Вуда. До этого момента они играли в коллективе Jeff Beck Group. Группа изменила название на «The Faces», по причине того, что оригинальное название коллектива прежде всего ассоциировалось с маленьким ростом самих музыкантов, в то время как пришедшие Стюарт и Вуд не подходили под это описание. Джонс оставался в составе группы вплоть до её распада в 1975 году и вместе с ней записал четыре студийных альбома и один концертный.

### The Who

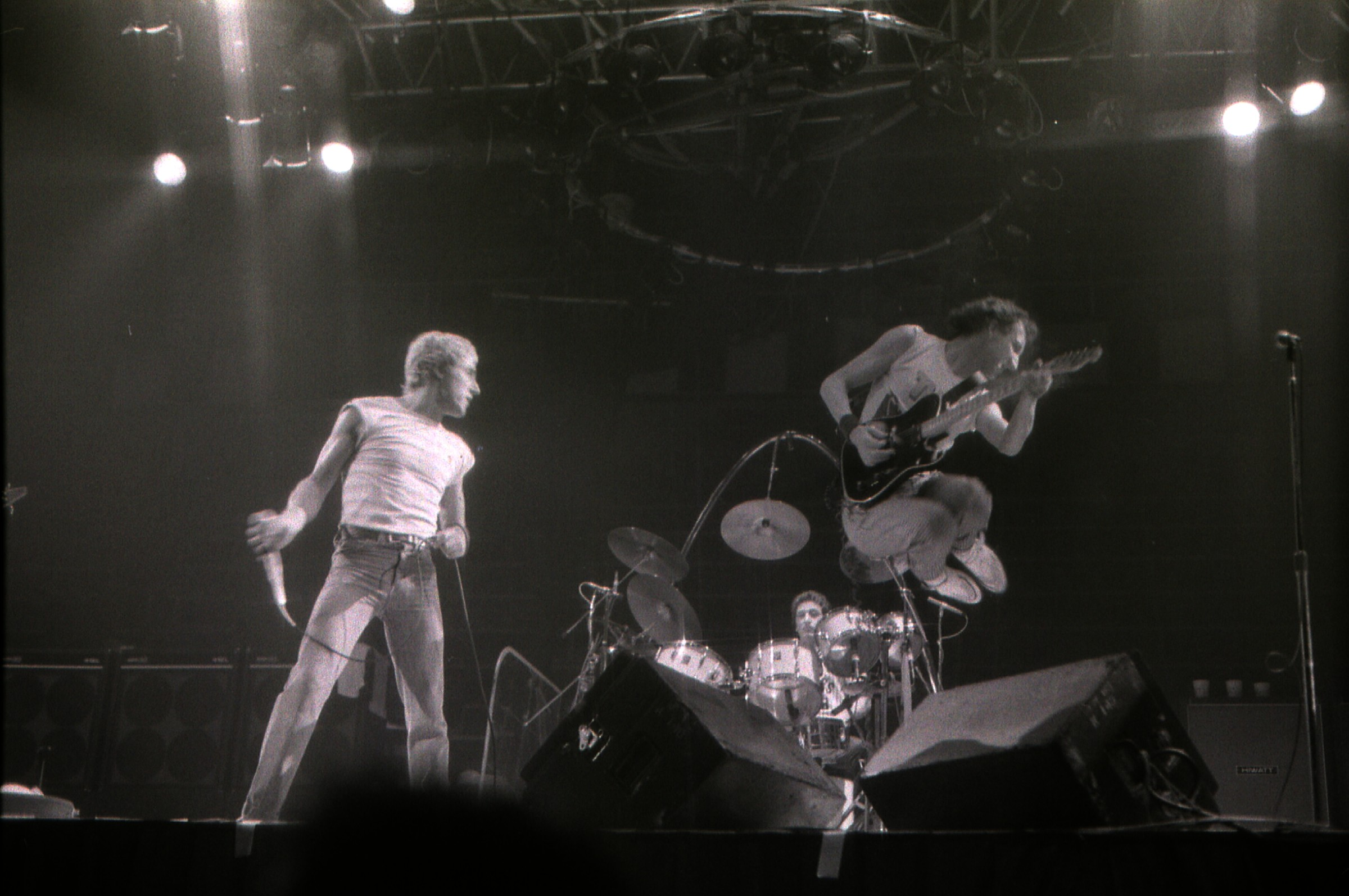
Джонс в составе The Who

В ноябре 1978 года Джонс по просьбе Пита Таунсенда и менеджера Билла Курбешли вошёл в состав The Who, заменив в ней Кита Муна, который скончался 7 сентября 1978 года, от передозировки геминейрина в возрасте 32 лет. Он был приглашён отчасти потому, что группа поддерживала с ним дружеские отношения ещё со времён Small Faces (также Джонс был с Муном в последнюю в его жизни ночь 1978 года, когда тот вместе с Полом Маккартни был приглашён на просмотр документального фильма «История Бадди Холли»), а также по причине того, что он играл вместе с Таунсендом, Роджером Долтри и Джоном Энтвислом в саундтреке к фильму Томми. С The Who Джонс записал два альбома: Face Dances и It's Hard, принял участие в записи саундтрека к фильму Долтри МакВикар и участвовал во всех концертах группы с 1979 по 1982 годы. Вновь Джонс появился с группой в 1985 году, во время концерта на Live Aid. Последнее появление Джонса в качестве полноправного участника The Who было в 1988 году, на церемонии награждения Британской ассоциации производителей фонограмм. Он часто не ладил с Роджером Долтри, который считал манеру Кенни игры на ударных неподходящей для группы. В 1989 году Джонс был заменён Саймоном Филлипсом во время реюнион-тура The Who. В 2011 году, в интервью для журнала Uncut, Таунсенд сказал, что Джонс был хорошим выбором для группы.
14 июня 2014 года Кенни Джонс сыграл вместе с The Who благотворительный концерт «Rock n Horsepower» в клубе «Hurtwood Polo Club». Джонс организовал это мероприятие для оказания материальной помощи организации «Prostate Cancer UK», занимающейся распространением информации о раке простаты, которым страдал и сам Джонс. Это было первое выступление Джонса с Таунсендом и Долтри с 1988 года. Вместе с ними выступали современники — Джефф Бек, Procol Harum и Майк Резерфорд.

### The Law
В начале 1990-х годов Джонс вместе с бывшим участником групп Free и Bad Company — Полом Роджерсом основал недолго просуществовавшую группу The Law.

### The Jones Gang
В 2001 году Джонс основал группу The Jones Gang, которая включала в себя Рика Уиллса и Роберта Харта. В 2005 году коллектив выпустил свой дебютный альбом, Any Day Now.

### Прочая деятельность
Джонс также известен своими многочисленными работами в качестве сессионного музыканта. Он имел дело с такими группами и исполнителями как Род Стюарт, The Rolling Stones, Ронни Вуд, Роджер Долтри, Энди Файрвезер-Лоу, Джоан Арматрейдинг, Кит Мун, Марша Хант, Майк Батт, Пит Таунсенд, Чак Берри, Джерри Ли Льюис, Дэвид Эссекс, Джон Лодж и Wings. В 1986 году он появился вместе с группой Status Quo в передаче Top of the Pops, исполнив вместе с ними песню «Red Sky».

### Вне музыки
Джонс — страстный поклонник поло. Став игроком этого вида спорта, он приобрёл Hurtwood Park Polo Club, в Юрхесте, в графстве Суррей.
В 1999 году от имени Small Faces и в память о своих коллегах Стиве Марриотте и Ронни Лейне он основал детский благотворительный фонд «Small Faces Charitable Trust».
Является сторонником консервативной партии и записал песню «Mr Brown», в которой критиковалась налоговая политика тогдашнего канцлера казначейства, Гордона Брауна.

## Личная жизнь
У Джонса шестеро детей: Дилан (1972), Джесси (1977), Кэйси (1987), Джэй (1989), Коди (1994) и Эрин (1997).
Женат на бывшей фотомодели Джейн Эндрю, которая является матерью его последних четверых детей. Его родителями были Самюэль (умер в 1996 году) и Виолет Джонсы (умерла 19 сентября 2013). Виолет Джонс вплоть до своей смерти проживала в Степни, в Ист-Лондоне. Кенни Джонс в настоящее время проживает в Юрхесте, в Суррее, вместе со своей семьёй.
В сентябре 2013 года Джонсу был поставлен диагноз — рак простаты, который он смог преодолеть.